# Elva First
Albums de Elva Hsiao
Tomorrow
(2001) 4 U
(2002)
Elva First est le 1er album japonais de Elva Hsiao, sorti sous le label Virgin Records le 17 novembre 1999 au Japon.

## Liste des titres
| 1.  | Never Look Back                          | 3:46 |
| 2.  | One                                      | 5:03 |
| 3.  | Cappuccino                               | 3:39 |
| 4.  | Gotta Let It Go                          | 3:59 |
| 5.  | Lonely                                   | 3:50 |
| 6.  | Remember                                 | 4:27 |
| 7.  | Zhun Bei Hao Liao Mei You (準備好了沒有) | 3:56 |
| 8.  | Nobody                                   | 4:31 |
| 9.  | What's Next                              | 3:40 |
| 10. | Show Me Your Love                        | 5:42 |